# 岸本斉史
岸本 斉史（きしもと まさし、1974年〈昭和49年〉11月8日 - ）は、日本の漫画家。代表作は『NARUTO -ナルト-』。
漫画家の岸本聖史は双子の弟。

## 経歴
岡山県奈義町にて双子の兄として誕生。幼少期より絵を愛していた。
1996年に『カラクリ』が第132回 2月期ホップ☆ステップ賞にて佳作を受賞し、デビュー。1997年に『赤マルジャンプ』にて初の読み切り作品『NARUTO -ナルト-』を掲載。1999年に『週刊少年ジャンプ』にて『NARUTO -ナルト-』の本格連載を開始。2014年11月に50号掲載の699話・700話を以て『NARUTO -ナルト-』を完結させた。2015年にその成果を認められて芸術選奨文部科学大臣新人賞を受賞した。
2015年22・23合併号-32号に『週刊少年ジャンプ』にて『NARUTO -ナルト- 外伝 〜七代目火影と緋色の花つ月〜』を短期集中連載。2016年より『BORUTO-ボルト- -NARUTO NEXT GENERATIONS-』（『NARUTO -ナルト-』のその後を描いたスピンオフ）が『週刊少年ジャンプ』にて連載され、原作・監修を担当。2018年12月に自身による原作の新作『サムライ8 八丸伝』の連載を発表し、2019年24号-2020年17号に『週刊少年ジャンプ』にて連載。2019年に『BORUTO-ボルト- -NARUTO NEXT GENERATIONS-』が『Vジャンプ』に移籍し、『Vジャンプ』9月号より移籍後連載を開始。2020年の『Vジャンプ』12月号掲載『BORUTO-ボルト- -NARUTO NEXT GENERATIONS-』52話後のストーリーは岸本の原案をもとにして連載される。

## 人物
- 武井宏之は「岸本斉史という人は歪みがなく、とても真正面で正直」と語っており、岸本のまっすぐな人間性は『NARUTO -ナルト-』主人公のうずまきナルトに投影されていると見られる[6]。フレデリック・トゥルモンドは「NARUTOの絵のクオリティは他の日本漫画と比較しても圧倒的」と評している[7]。
- 最も尊敬する漫画家は鳥山明であり「神様のような存在」と語っている[8]。『NARUTO』にも鳥山の代表作『ドラゴンボール』の影響が見られる。影響を受けた人物は鳥山明、大友克洋、沙村広明、西尾鉄也、沖浦啓之、森本晃司[9][10]。影響を受けた漫画・アニメは『ドラゴンボール』『幽☆遊☆白書』[11]『HUNTER×HUNTER』[11]『NINKU -忍空-』[12]『AKIRA』[13]『GHOST IN THE SHELL / 攻殻機動隊』[13]『人狼 JIN-ROH』[13]。影響を受けた映画は北野武[13]、クエンティン・タランティーノ[13]、マイケル・ベイ[13]。
- 既婚者[14]。
- 作画面では構図に定評があり、「少年ジャンプ+」にて連載された『NARUTO-ナルト-サスケ烈伝 うちはの末裔と天球の星屑』の作画を担当した木村慎吾も絶賛している[15]。

## 作品リスト

### 漫画作品

#### 連載
- NARUTO -ナルト-（『週刊少年ジャンプ』1999年43号 - 2014年50号）
- ロック・リーの青春フルパワー忍伝（作画：平健史、『最強ジャンプ』2012年1月号 - 2014年9月号）
- うちはサスケの写輪眼伝（作画：平健史、『最強ジャンプ』2014年11月号 - 2017年5月号）
- NARUTO -ナルト-外伝 〜七代目火影と緋色の花つ月〜（『週刊少年ジャンプ』2015年22・23合併号 - 32号）
- BORUTO-ボルト- -NARUTO NEXT GENERATIONS-（作画：池本幹雄、脚本：小太刀右京、『週刊少年ジャンプ』2016年23号 - 2019年28号→『Vジャンプ』2019年9月号 - 2023年6月号） - 原作・原案・監修。
- BORUTO-ボルト- -SAIKYO DASH GENERATIONS-（作画：平健史、『最強ジャンプ』2017年 - 2021年）
- サムライ8 八丸伝（作画：大久保彰、『週刊少年ジャンプ』2019年24号 - 2020年17号）
- BORUTO-ボルト- -TWO BLUE VORTEX-（作画：池本幹雄、『Vジャンプ』2023年10月号 - 連載中）

#### 読み切り
- カラクリ（『週刊少年ジャンプ』1998年）
- ベンチ（『週刊少年ジャンプ』2010年）
- マリオ（『ジャンプスクエア』2013年）
- こちら葛飾区亀有公園前派出所[16]（週刊少年ジャンプ増刊・『こち亀ジャンプ』2016年） - 岸本が寄稿した描き下ろしの読み切り。

### 書籍

#### 漫画単行本
- 『NARUTO -ナルト-』、集英社〈ジャンプ・コミックス〉2000年 - 2015年、全72巻
- 『ロック・リーの青春フルパワー忍伝』、作画：平健史、集英社〈ジャンプ・コミックス〉2012年 - 2014年、全7巻
- 『うちはサスケの写輪眼伝』、作画：平健史、集英社〈ジャンプ・コミックス〉2015年 - 2017年、全3巻
- 『NARUTO -ナルト-外伝 〜七代目火影と緋色の花つ月〜』、集英社〈ジャンプ・コミックス〉2015年、全1巻
- 『BORUTO-ボルト- -NARUTO NEXT GENERATIONS-』、作画：池本幹雄、脚本：小太刀右京、集英社〈ジャンプ・コミックス〉2016年 - 2023年、全20巻
- 『BORUTO-ボルト- -SAIKYO DASH GENERATIONS-』、作画：平健史、集英社〈ジャンプ・コミックス〉2018年 - 2021年、全4巻
- 『サムライ8 八丸伝』、作画：大久保彰、集英社〈ジャンプ・コミックス〉2019年 - 2020年、全5巻
- 『BORUTO-ボルト- -TWO BLUE VORTEX-』、作画：池本幹雄、集英社〈ジャンプ・コミックス〉2024年 - 刊行中、既刊4巻（2025年2月4日現在）

#### 画集
- 『NARUTO-ナルト- 岸本斉史画集 UZUMAKI』集英社〈ジャンプ・コミックス〉、2004年7月発行、ISBN 4-08-873706-7
- 『NARUTO-ナルト- イラスト集 NARUTO』集英社〈ジャンプ・コミックス〉、2009年8月発行、ISBN 978-4-08-874823-8
- 『NARUTO-ナルト- イラスト集 UZUMAKI NARUTO』集英社〈ジャンプ・コミックス〉、2015年2月4日発売[17]、ISBN 978-4-08-880384-5

### その他
- ROAD TO NINJA -NARUTO THE MOVIE-（アニメ映画、2012年）企画・ストーリー・キャラクターデザイン
- THE LAST -NARUTO THE MOVIE-（アニメ映画、2014年）ストーリー総監修・キャラクターデザイン
- 高嶋ちさ子「Strings on Fire」（アルバムジャケット画、2015年7月1日）[18]
- BORUTO -NARUTO THE MOVIE-（アニメ映画、2015年）製作総指揮・脚本・キャラクターデザイン

## 関連人物

### アシスタント経験者
- 高橋一浩[19]
- 加治佐修[20]
- 池本幹雄[21]
- 河原武実[22]
- 西谷浩一[23]
- 田坂亮[24]
- 大久保彰
- 板倉雄一[25]
- 村上正樹[26]
- 佐藤敦弘
- 白坂彰男
- 平建史[27]

### その他
- 相内優香：岸本より「NARUTOアナウンサー」として認定されている。
- 井島由佳：『NARUTO -ナルト-』に感銘を受けている。